# Narathura lata
Narathura lata är en fjärilsart som beskrevs av Evans 1957. Narathura lata ingår i släktet Narathura och familjen juvelvingar. Inga underarter finns listade i Catalogue of Life.